# 李貴妃 (南漢後主)
李贵妃（?—?），中國五代十国之南汉末代皇帝劉鋹的貴妃，宦官李讬的養女。

## 生平
李讬有兩個養女，长女為貴妃，次女為美人，二人在劉鋹的宫中很得宠。李讬得以專擅朝政。南漢滅亡後，李讬在宋朝的汴京被處死。

## 妹妹
李美人，劉鋹先立其姐为貴妃，再立她为美人，一时并寵，宫中称为极盛。